# Кърджали (язовир)
Вижте пояснителната страница за други значения на Кърджали.
Язовир „Кърджали“ е язовир в южна България, един от трите големи язовира, заедно със язовир „Студен кладенец“ и „Ивайловград“, които използват водите на река Арда в Каскада „Арда“ на Националната електрическа компания.

## Местоположение
Язовирът се намира на северозапад от град Кърджали, стената му е на около 3 километра от града. Залятата площ попада в землищата на Кърджали, Брош, Тополчане, Каменарци, Енчец, Главатарци, Кокошане, Зелениково, Старо място, Стражевци, Звъника, Ридово, Снежинка, Дъждовница и Пъдарци в община Кърджали и Сухово, Рибарци, Дойранци, Стар читак, Боровица, Китница и Аврамово в община Ардино.

## История
Основното строителство на стената протича в периода 1957 – 1963 година, но то е съпътствано с поредица от тежки проблеми, като на практика строителните работи по обекта продължават до 1976 година.
Още в началото на строежа под основата на стената се установяват масивни лещи от талк-хлоритови шисти, които не са установени при предварителните геоложки проучвания. Това налага специални мероприятия за укрепване и предотвратяване на овлажняването на част от лещите.
При инжекционни работи в левия скат през 1960-1961 година е установена силна тектонична нарушеност с множество глинести слоеве с неблагоприятно разположение. С търсенето на решение на проблема са ангажирани съветски и френски консултанти, като върху различни варианти на проекта се работи до 1969 година. През април 1970 година започва частичното завиряване на язовира до кота 295 m. През следващите няколко години е изграден отбивен тунел за частично изпускане на водите от язовира, система от дренажни завеси и подземна скелетна стоманобетонна конструкция, която да отведе натоварванията от стената до здрава скална основа.
Заради проблемите с основата на стената, по нея са монтирани множество измервателни уреди, които извършват постоянно наблюдение върху нейното състояние. През 1977 година е прието язовирът да бъде завирен до кота 315 m и той официално е въведен в експлоатация. Последните ограничения за нивото на завиряване са премахнати през 1982 година.

## Характеристики
Язовирът е изграден на река Арда и има водосборна област с площ 1882 квадратни километра. Средногодишен приток – 30,5 кубически метра в секунда.
Язовирната стена е бетонна, дъгово-гравитачна - единствената в България с такава конструкция. Максималната ѝ височина от основата е 103,50 метра, а дължината по короната – 344 метра. Надморската височина на короната е 331,45 метра. Стената е на трето място по височина в България. Стената е съставена от 25 блока, като водната и страна е вертикален кръгов цилиндър с радиус 150 метра, а въздушната е съставена от кръгови криви с различни радиуси.
Преливникът на язовира с капацитет 3100 m³/s е изграден непосредствено до десния опорен блок на язовирната стена и е оборудван с 4 клапи. Язовирът има два основни изпускателя, вградени в левия и десния отбивни тунели, които имат капацитет 880 m³/s. При укрепителните работи на стената през 70-те години е изграден и допълнителен тунелен изпускател в десния скат с водовземна кула и шахта със затворни органи и пропускателна способност 1670 m³/s.
По проект водохранилището има пълен завирен обем 532,0 милиона кубични метра, най-високо водно ниво – 331,50 метра, най-високо работно водно ниво – 324,30 метра, най-ниско работно водно ниво – 285 метра, залята площ – 16,4 квадратни километра. Заснемане на езерото през 2001 година коригира пълния завирен обем до 497,2 милиона кубични метра. Причина за намалението са относително големите наноси в резултат на рудодобивната дейност над язовира, които обаче намаляват с тяхното ограничаване и с изграждането на язовир „Пловдивци“.

## Използване
Водите на язовира се използват главно за производство на електроенергия. Преработва водите на река Арда от при работна кота в диапазона от 285,00 метра до 324,30 метра. Вода от язовира се използва и за нуждите на промишлеността в град Кърджали, така както и за напояване.
Водноелектрическа централа – изградена като подязовирна, с обща мощност 106 мегавата и средногодишно производство на електрическа енергия 160 гигаватчаса.
От самата стена на язовир „Кърджали“ се открива панорамен изглед към част от язовира и към града.